# زمین‌لرزه ۱۹۱۷ تایوان
زمین‌لرزه تایوان در تاریخ ۴ ژانویه ۱۹۱۷ میلادی، برابر با ‎۱۴ دی ۱۲۹۵، ساعت ۱۶:۵۵:۰۰ به زمان یوتی‌سی در تایوان رخ داد. بزرگی آن ۶٫۵ در مقیاس Ms اعلام شده‌است. زمین‌لرزه به وقت محلی در روز جمعه، ساعت ۰ روی داده و منطقه زمانی آن یوتی‌سی +۸ بوده‌است.
سازمان زمین‌شناسی آمریکا نیز جای این زمین‌لرزه را در مختصات ۲۳°۵۴′شمالی ۱۲۰°۵۴′شرقی / ۲۳٫۹°شمالی ۱۲۰٫۹°شرقی و بزرگی آنرا برابر با ۶٫۳ در مقیاس ریشتر اعلام کرده‌است.
شمار کشتگان زلزله حدود ۵۴ نفر بوده‌است. تعداد زخمیان ۸۵ نفر برآورده شده‌است.